# EuroHockey Nations Challenge (Feld, Damen) 2007
Die EuroHockey Nations Challenge (Feld, Damen) 2007 war die zweite Auflage der „C-EM“. Sie fand vom 2. bis 8. September in Zagreb, Kroatien statt. Sieger Wales und Zweiter Polen stiegen in die „B-EM“ auf, die Türkei stieg in die 2009 erstmals ausgespielte Division II ab.

## Vorrunde

### Gruppe A
| Rang | Land     | Tore | Punkte |
| ---- | -------- | ---- | ------ |
| 1    | Wales    | 8:3  | 6      |
| 2    | Schweiz  | 9:6  | 3      |
| 3    | Kroatien | 1:9  | 0      |

| Schweiz | – | Kroatien | 6:1 |
| Wales   | – | Kroatien | 3:0 |
| Schweiz | – | Wales    | 3:5 |

### Gruppe B
| Rang | Land     | Tore | Punkte |
| ---- | -------- | ---- | ------ |
| 1    | Polen    | 27:2 | 9      |
| 2    | Slowakei | 18:4 | 6      |
| 3    | Serbien  | 1:19 | 1      |
| 4    | Türkei   | 2:23 | 1      |

| Slowakei | – | Serbien  | 8:0  |
| Polen    | – | Türkei   | 14:0 |
| Polen    | – | Serbien  | 10:0 |
| Türkei   | – | Slowakei | 1:8  |
| Serbien  | – | Türkei   | 1:1  |
| Polen    | – | Slowakei | 3:2  |

## Spiel um Platz 6
Türkei 0:2  Kroatien

## Spiel um Platz 5
Serbien 0:7  Kroatien

## Halbfinale
Wales 4:1  Slowakei
 Polen 5:4  Schweiz

## Spiel um Platz 3
Slowakei 0:1  Schweiz

## Finale
Wales 2:2, 4:2 n. V.  Polen

## Referenzen
- EHF-Archiv PDF-Datei